# Danske erindrings- og mindemedaljer
| Bånd/tegn | Navn | Forkortelse (evt. tidl.) | Indstiftelse       | Bestemmelser og modtagere | Udformning |
|           | Erindringsmedaillen i anledning af Hendes Majestæt Dronningens 80-års fødselsdag                                                        | Em.16.apr.2020           | 16. april 2020     | Tildelt personer i familie med Hendes Majestæt Dronningen og hoffets medarbejdere på fødselsdagen samt enkelte andre med nær tilknytning til H.M. Dronningen. |            |
|           | Prins Henriks Mindemedaille | Pr.H.Mm.                 | 11. juni 2018      | Tildelt Den Kongelige Familie, hofembedsmænd i tjenesteforhold til Kongehuset samt personer, der har ydet en særlig bistand i forbindelse med H.K.K. Prins Henriks sygdom, død og bisættelse. |            |
|           | Erindringsmedaillen i anledning af Hendes Majestæt Dronning Margrethes og Hans Kongelige Højhed Prins Henriks guldbryllup               | G.Em.                    | 10. juni 2017      | Tildelt personer i familie med Hendes Majestæt Dronningen og Hans Kongelige Højhed Prins Henrik samt hofembedsmænd i tjenesteforhold til Kongehuset på guldbryllupsdagen m.fl. |            |
|           | Erindringsmedaillen i anledning af Hendes Majestæt Dronningens 75 års fødselsdag                                                        | Em.16.apr.2015           | 16. april 2015     | Tildelt personer i familie med Hendes Majestæt Dronningen og Hans Kongelige Højhed Prins Henrik samt hofembedsmænd i tjenesteforhold til Kongehuset på jubilæumsdagen m.fl. |            |
|           | Erindringsmedaillen i anledning af Hendes Majestæt Dronningens 40 års regeringsjubilæum                                                 | R.40.Em.                 | 14. januar 2012    | Tildelt personer i familie med Hendes Majestæt Dronningen og Hans Kongelige Højhed Prins Henrik samt hofembedsmænd i tjenesteforhold til Kongehuset på jubilæumsdagen m.fl. |            |
|           | Erindringsmedaillen i anledning af Hendes Majestæt Dronningens 70 års fødselsdag                                                        | Em.16.apr.2010           | 16. april 2010     | Tildelt personer i familie med Hendes Majestæt Dronningen og Hans Kongelige Højhed Prins Henrik samt hofembedsmænd i tjenesteforhold til Kongehuset på fødselsdagen m.fl. |            |
|           | Erindringsmedaillen i anledning af Hans Kongelige Højhed Prinsgemalens 75 års fødselsdag                                                | Em.11.juni.2009          | 11. juni 2009      | Tildelt personer i familie med Hendes Majestæt Dronningen og Hans Kongelige Højhed Prins Henrik samt hofembedsmænd i tjenesteforhold til Kongehuset på fødselsdagen m.fl. |            |
|           | Erindringsmedaillen i anledning af Hendes Majestæt Dronning Margrethe II’s 25 års regeringsjubilæum                                     | R.Em.                    | 14. januar 1997    | Tildelt personer i familie med Hendes Majestæt Dronningen samt hofembedsmænd mv. i tjenesteforhold til Kongehuset på jubilæumsdagen. |            |
|           | Erindringsmedaillen i anledning af Hendes Majestæt Dronning Margrethes og Hans Kongelige Højhed Prins Henriks sølvbryllup den 10.6.1992 | S.Em.                    | 10. juni 1992      | Tildelt personer i familie med Hendes Majestæt Dronningen og Hans Kongelige Højhed Prins Henrik samt hofembedsmænd mv. i tjenesteforhold til Kongehuset på jubilæumsdagen. |            |
|           | Mindemedaljen i anledning af hundredårsdagen for Kong Frederik den IX.s fødsel                                                          | Mm.11.marts 1899-1999    | 8. march 1999      | Tildelt personer der står i slægtskabs- og familieforhold til Kong Frederik den IX., personer som har stået i personligt tjenesteforhold til Kongen samt personer der medvirkede ved mindekoncerten i Det Kongelige Teater i anledning af hundredårsdagen.                                                      |            |
| uden bånd | Kong Frederik den IX.s mindetegn | Fr.IX.Mt.                | 30. juni 1972      | Tildelt hofembedsmænd og officerer m.fl., som har stået i personligt tjenesteforhold til Kong Frederik den IX. |            |
|           | Kong Frederik den IX.s mindemedalje | Fr.IX.Mm.                | 30. juni 1972      | Tildelt personel af hæren, søværnet, flyvevåbnet, hjemmeværnet, politiet og DSB, som har ydet særlig bistand ved Kong Frederik den IX.s bisættelse, og til personer i øvrigt som har stået i personligt tjenesteforhold til eller har ydet særlig bistand under Kongens sygdom og bisættelse.                   |            |
|           | Mindemedaille i anledning af hundredårsdagen for Kong Christian den X’s fødsel                                                          | Mm.26.sept. 1870-1970    | 9. september 1970  | Tildelt personer, der står i slægtskabsforhold til Kong Christian den X. |            |
|           | Dronning Ingrids Mindemedalje | Dr.I.Mm.                 | 28. march 2001     | Tildelt Dronning Ingrids nærmeste familie og andre nærtstående personer, som har stået i personligt tjenesteforhold til Dronningen og personer der har ydet bistand i forbindelse med begravelsen. |            |
|           | Erindringsmedaillen i anledning af 50-års dagen for Hendes Majestæt Dronning Ingrids ankomst til Danmark                                | Dr.I.Em.                 | 15. maj 1985       | Tildelt personer, der på jubilæumsdagen var ansat ved Hendes Majestæt Dronning Ingrids Hof. |            |
|           | Erindringsmedaillen i anledning af Hendes Majestæt Dronningens 50-års Fødselsdag                                                        | EM.16.apr.1990           | 6. april 1990      | Tildelt personer uden for hoffet, som havde ydet dronningen særlig bistand. |            |
| uden bånd | Kong Christian den X’s Mindetegn | Chr.X.M.T.               | 26. september 1947 | Tildelt officerer og hofembedsmænd, som har stået i personligt tjenesteforhold til Christian 10. |            |
|           | Kong Christian den X’s Mindemedaille | Chr.X.M.M.               | 26. september 1947 | Tildelt personer af Livsgarden, Hæren, Søværnet, Politiet og Modstandsbevægelsen, der forrettede vagttjeneste på Amalienborg eller foran Christian 8's Palæ ved kongens død, også 3 gamle gardere af årgang 1891, 1923 og 1941, der var indtrådt i æreskompagniere ved kongens bisættelse – 122 medaljer i alt. |            |
|           | Mindemedaillen i Anledning af 100-årsdagen for Kong Frederik den VIII’s Fødsel                                                          | M.M.3.juni 1843-1943     | 29. april 1943     | Tidelt 79 personer, der havde stået i personligt tjenesteforhold til Frederik VIII, også 23 danske, norske, svenske o schaumburgs-lippske kongelige og fyrstelige. Overrækt i tilknytning til mindegudstjenesten i Roskilde Domkirke.                                                                           |            |
|           | Kong Christian den X’s Erindringsmedaille til Minde om 50-års dagen for Hans Majestæts Afgang fra Officersskolen                        | Chr.X.Off.E.M.           | 20. march 1941     | Tildelt kongens daværende klassekammerater, der 25 år tidligere havde modtaget Erindringstegnet. |            |
|           | Kong Christian den X’s Militære Erindringsmedaille 1939                                                                                 | Chr.X.E.M.1939.          | 5. maj 1939        | Tildelt kongens rekrutkammerater af årgang 1889 af Livgardens I. kompagni, der deltog festlighederne den 6. maj 1939. |            |
|           | Mindemedaillen i Anledning af Hundredeårsdagen for Kong Christian den IX’s Fødsel                                                       | M.M.8.April 1818/1918    | 11. march 1918     | Tildelt personer, der havde stået i slægtskabs- eller personligt tjenesteforhold til Christian 9, f.eks. til 43 danske, norske, svenske, britiske, græske, cumberlandske og mecklenburg-schwerinske kongelige, 172 tjenstgørende eller pensionerede hofembedsmænd og hoffunktionærer.                           |            |
|           | Christian den IX’s Erindringsmedaille fra Rytteriets Sekondløjtnant-, Sergent-, og Korporalskole 1891-92 (Randersmedaillen)             |                          | 4. november 1916   | Tildelt gamle elever i forbindelse med jubilæumsfestlighederne på rytteriets skole i Randers |            |
|           | Kong Christian den X’s Erindringstegn fra Officersskolen                                                                                | Chr.X.Off.E.T.           | 20. march 1916     | Tildelt tidligere klassekammerater i anledning af kongens 25-års jubilæet på Hærens Officerskolen på Frederiksberg Slot. 21 officerer modtog medaljen ved privat middag. |            |
|           | Hestgardens Erindringsmedaille |                          | 31. maj 1916       | Tildelt Hestgardere i anledning af kongens 50-Årsdagen for Hestgardens Ophævelse. 51 personer i alt modtog medaljen. |            |
|           | Kong Christian den X’s Militære Erindringsmedaille                                                                                      | Chr.X.E.M.1914.          | 5. maj 1914        | Tildelt fremmødte rekrutkammerater af årgang 1889 af Livgardens I. kompagni, der deltog i festlighederne den 6. maj 1939. |            |
| uden bånd | Kong Frederik den VIII’s Mindetegn | Fr.VIII.M.T.             | 29. juli 1912      | Tildelt 12 hofembedsmænd og 28 officerer, som havde stået i personlig tjenesteforhold til kongen. |            |
|           | Kong Frederik den VIII’s Mindemedalje                                                                                                   | Fr.VIII.M.M.             | 29. juli 1912      | Tildelt ikke tjenstgørende personale af Livgarden, der efter derom fremsat anmodning blev indkaldt til tjeneste ved 1' Livgardebataillon den 23. maj 1912 for at indtræde i parade i Roskilde ved kongens bisættelse.                                                                                           |            |
| uden bånd | Kong Christian den IX’s Mindetegn | C.IX.M.T.                | 4. januar 1907     | Tildelt 10 officerer, der havde været chefer for Adjudantstaben. |            |
|           | Kong Christian den IX’s Mindemedalje (Kongevagtmedaljen)                                                                                | C.IX.M.M.                | 13. februar 1906   | Tildelt 52 Livsgardens tjenestegørende vagthold i Christian 9.s dødstime. |            |
|           | Erindringstegnet i anledning af Kong Christian IX’s og Dronning Louises Guldbryllup                                                     | Gb.E.T.                  | 26. may 1892       | Tildelt på festdagen de kongelige og fyrstelige gæster, ministre, hoffets embedsmænd, officerer og personale i den kongelige husholdning. |            |